# 巴蘭基亞嘉年華
巴兰基亚嘉年华（Barranquilla's Carnival），又被称为巴兰基亚狂欢节，是哥伦比亚国家文化遗产和人类口头和非物质遗产代表作，巴兰基亚狂欢节通常在每年的2、3月份举行。巴兰基亚这座城市被称为“黄金之门”，而巴兰基亚狂欢节也已经成为哥伦比亚的国家文化遗产和加勒比海沿岸区的节日。

## 历史沿革和形成原因
巴兰基亚是一个非常多元化的城市，巴兰基亚在长时间里一直是哥伦比亚的经济中心，加上是一个商业发达的海港城市，很多各地的居民被吸引而来，巴兰基亚的居民们接收到了很多的新文化和思潮，同时巴兰基亚在当时没有什么自己城市的习俗，于是巴兰基亚本土和移民带来的文化相融合，成为了很多地区文化遗产的熔炉。
巴兰基亚的狂欢习俗大概要追溯到殖民时期的欧洲狂欢习俗，在19世纪，原始的欧洲天主教狂欢节与西班牙传统和非洲等殖民地的音乐传统不断融合，使得有了巴兰基亚狂欢节这一个所有人都可以参加的狂欢节。

## 庆祝方式
巴兰基亚市通常在每年基督教大斋期前四天举办举办狂欢节活动，在狂欢节中该市丰富的各种文化都混合其中，南美洲土著的、非洲的和欧洲的都混入其中，狂欢节可以看到来自非洲刚果的、美洲的、西班牙的舞蹈和各类音乐和民间乐器。狂欢节的主要音乐通常由鼓乐队和管乐队演奏。狂欢节还会展示非常多的手工艺品和文化，如彩车，服装和动物面具。会有很多舞者、演员、歌手和演奏者表演，很多时候他们佩戴着各种各样的面具。很多表演内容取材于现实，并通常会有一些反映当下情况的演出。

## 现状
在20世纪，狂欢节活动开始举办的越来越成功，受到了自己和周围国家的关注，也开始更多的进入世界的视野。尽管这可以让哥伦比亚的人们提高收入，但与之相关的商业行为也让这种艺术和传统陷入一定程度的危险（如变成过于商业化（如广告等）的行为），但好在哥伦比亚政府采取措施保护这种艺术，在2001年巴里基亚嘉年华被列为“哥伦比亚国家文化遗产”，2003年联合国教科文组织将巴里基亚嘉年华列为“人类口头和非物质遗产代表作”。